# 금박

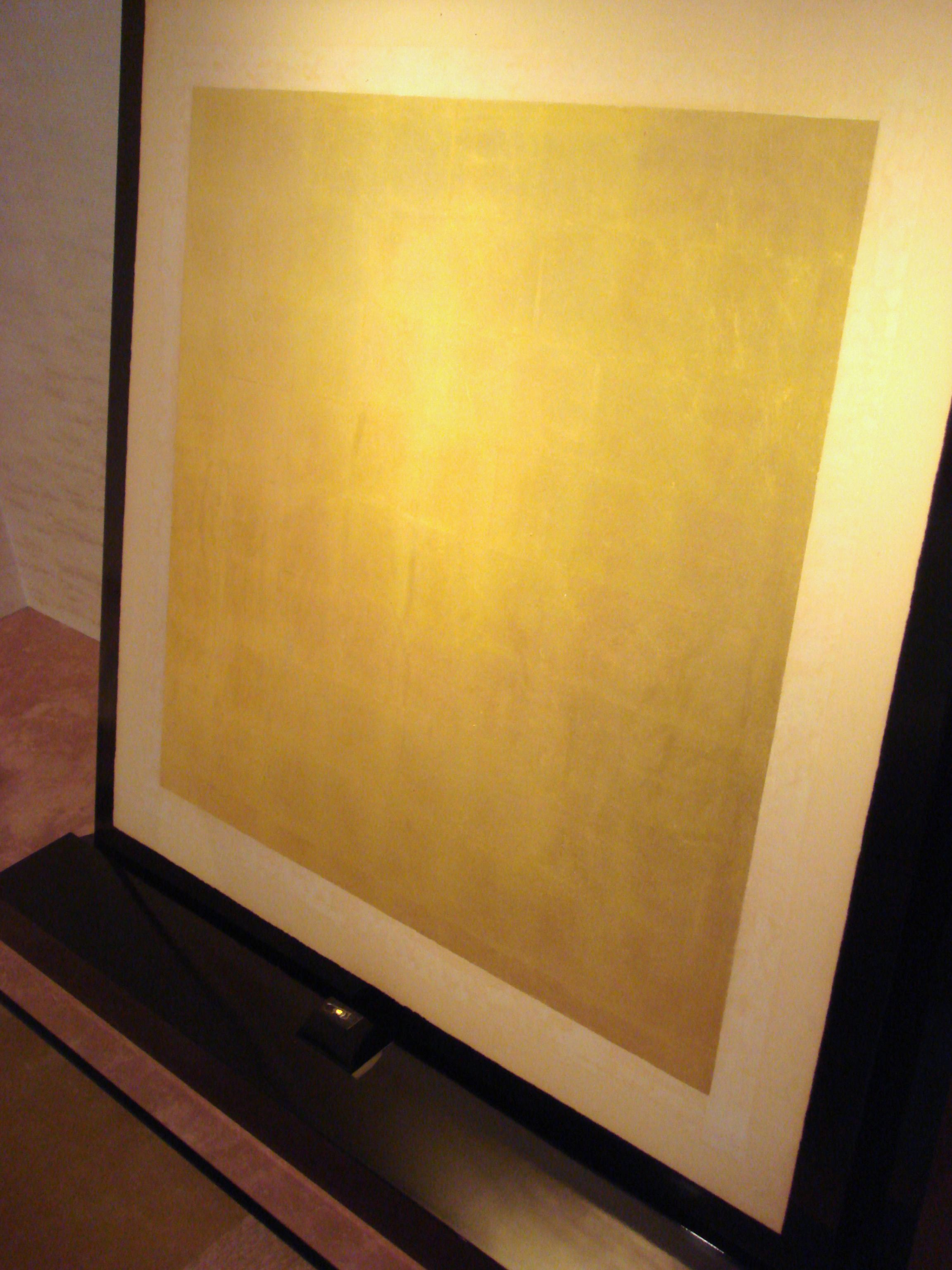
일본의 한 박물관의 금박

금박은 도금에 사용하기 위해 금세공(goldbeating)이라는 공정을 통해 얇은 시트(보통 약 0.1μm 두께)로 두드려 만든 금이다.
금박은 금속박의 일종이지만 금박을 지칭할 때는 이 용어가 거의 사용되지 않는다. 금속박이라는 용어는 일반적으로 실제 금을 포함하지 않는 모든 색상의 얇은 금속 시트에 사용된다. 금박은 다양한 캐럿과 색조로 제공된다. 가장 일반적으로 사용되는 금은 22캐럿 옐로우 골드이다. 순금은 24캐럿이다. 실제 노란색 금박은 순도가 약 91.7%(즉, 22캐럿)인 금이다.
전통적인 수금박(water gilding)은 가장 어렵고 높은 평가를 받는 금박 형태이다. 이것은 수백년 동안 거의 변하지 않았으며 여전히 수공으로 이루어진다.

## 같이 보기
- 금속박
- 드라제